# Move to the Left
Move to the Left (pol. „Zwrot w lewo”) – kierunek polityki zwrotu w stronę socjalizmu obrany przez prezydenta Ugandy Miltona Obote (1924–2005) w okresie 1968–1971.
Obote definiował zwrot w lewo następująco:

Zwrot w lewo to stworzenie nowej kultury politycznej i nowego stylu życia, gdzie naród Ugandy jako jedność – ich dobrobyt i ich głos w Rządzie Narodowym i w innych władzach lokalnych – jest najważniejszy. Jest to zatem zarówno anty-feudalizm, jak i anty-kapitalizm.

Polityka nie została ostatecznie w pełni wprowadzona w życie – w 1971 roku generał Idi Amin obalił prezydenta Obote i przejął wszystkie funkcje w państwie, stając się dyktatorem Ugandy.

## Historia
Uganda proklamowała niepodległość 9 października 1962 roku w ramach brytyjskiej Wspólnoty Narodów (ang. The Commonwealth). W 1963 roku przekształciła się w republikę federalną. Jej pierwszym prezydentem został kabaka Bugandy Mutesa II a premierem rządu Milton Obote z Narodowego Kongresu Ugandy (ang. Uganda People's Congress, UPC). Obote opowiadał się za zjednoczeniem państwa, centralizacją władzy i wprowadzeniem gospodarki planowej. W opozycji do tego stała monarchistyczna partia Kabaka Yekka (pol. „Tylko Kabaka”). W 1966 roku Obote obalił prezydenta Mutesę przy pomocy wojska dowodzonego przez Idi Amina (1925–2003), samemu obejmując stanowisko prezydenta. Rok później, we wrześniu 1967 roku, Obote doprowadził do zmian konstytucyjnych, likwidując ustrój federalny – autonomia królestw została zawieszona a władza została scentralizowana w rękach prezydenta.
W listopadzie 1968 roku ogłosił zwrot w lewo (ang. Move to the Left) podczas przemówienia dla studentów w Busoga College, którego sam był absolwentem. W 1969 roku Obote przedstawił Common Man's Charter (pol. „Kartę Zwykłego Człowieka”) – główny dokument swojej strategii zwrotu w lewo (ang. Move to the Left) a Narodowy Kongres Ugandy (ang. Uganda People's Congress, UPC) przyjął jego postulaty. Strategia zakładała redystrybucję bogactwa w Ugandzie przy pomocy państwa poprzez nacjonalizację przemysłu i redystrybucję zysków na rzecz wywłaszczonych Ugandyjczyków, by rozprawić się z nierównościami społecznymi narosłymi w okresie kolonializmu.
Strategia była krytykowana jako niespójna – zamiast przekazywać władzę w ręce ludu, prowadziła do centralizacji władzy w rękach Obote. Ministrowie rządu Obote podchodzili do niej z dystansem – w Kampali krążyło wówczas powiedzenie, że „ministrowie nosili serca po lewej a portfele po prawej stronie”. Urzędnicy, ziemiaństwo i przywódcy religijni przeżywali okres niepewności. Środki masowego przekazu nie były na tyle rozwinięte, by idea rewolucji społecznej przebiła się do społeczeństwa, które w większości utożsamiało socjalizm z komunizmem. Dawne ośrodki władzy w zlikwidowanych królestwach nie miały żadnej motywacji by propagować nowe idee. Zagranica zareagowała z największym oburzeniem na nacjonalizację przemysłu, a media zagraniczne potępiły wywłaszczenie.
Popularność Obote spadała wraz z kolejnym krokami prezydenta ku gospodarce socjalistycznej. W lipcu 1971 roku, kiedy Obote przebywał na konferencji szefów państw brytyjskiej Wspólnoty Narodów (ang. The Commonwealth) w Singapurze, generał Idi Amin, przy wsparciu Wielkiej Brytanii i Izraela, obalił rząd i przejął wszystkie funkcje w państwie, stając się dyktatorem Ugandy. Obote znalazł schronienie u prezydenta Tanzanii Juliusa Nyerere w Dar es Salaam.

## Dokumenty programowe
Główne założenia strategii zwrotu w lewo zostały ustanowione w pięciu dokumentach (przedstawionych poniżej w porządku chronologicznym):
1. Dokument # 2 Proposals for National Service (pol. „Propozycje Służby Narodowej”) – dokument nawoływał do powołania do życia Ministerstwa Służby Narodowej, szeregu ośrodków (obozów) kształcenia na szczeblu narodowym, regionalnym i lokalnym oraz farm państwowych[1]. Wszyscy absolwenci, a także ci którzy przerwali szkołę, mieli mieć obowiązek służby przez 2–4 lata[1]. Dokument został przedłożony Narodowej Radzie Narodowego Kongresu Ugandy (ang. Uganda People's Congress, UPC) jako pierwszy – 3 października 1969 roku[4].
2. Dokument # 1 Common Man's Charter (pol. „Karta Zwykłego Człowieka”) – główny dokument strategiczny przedłożony przez Obote swojej partii Narodowemu Kongresowi Ugandy (ang. Uganda People's Congress, UPC), urzędnikom państwowym, dziennikarzom i dyplomatom na spotkaniu 8 października 1969 roku[4]. Karta została przedstawiona jako dokument partii UPC, jednak wiele wskazuje na to, że jego autorem był sam Obote[4]. Karta miała charakter narodowy (przeciwko zagranicznym wpływom kolonialnym i fragmentaryzacji plemiennej), propagowała unitarną, demokratyczną i republikańską formę rządów a w sferze gospodarczej kierunek socjalistyczny z naciskiem na państwo opiekuńcze[4]. Karta została spisana w języku angielskim, a następnie przetłumaczona na języki miejscowe[8].
3. Dokument # 3 His Excellency the President's Communication from the Chair of the National Assembly on 20th April 1970 lub w skrócie Communication from the Chair  (pol. „Komunikat Przewodniczącego”) – oświadczenie złożone przez prezydenta Obote przed Zgromadzeniem Narodowym 20 kwietnia 1970 roku[1][9]
4. Dokument # 4 Nakivubo Pronouncement (pol. „Oświadczenie z Nakivubo”) także May Day Pronouncements (pol. „Oświadczenia Dnia Majowego”) – przemówienie prezydenta Obote z okazji Święta Pracy 1 maja z realizacją zapowiedzi artykułu 38 Karty Zwykłego Człowieka o nacjonalizacji przedsiębiorstw prywatnych[9] – przejęciu przez rząd 60% udziałów w 84 przedsiębiorstwach przemysłowych w Ugandzie, m.in. w firmach wydobywających ropę naftową, firmach transportowych, kopalniach w Kilembe, zakładach przemysłowych, plantacjach, firmach kredytowych i ubezpieczeniowych[1]. Inwestorzy zagraniczni mieli otrzymać rekompensatę z zysków spodziewanych w kolejnych 15 latach[1].
5. Dokument # 5 The Move to the Left Strategy: Proposals for the New Methods of Election of Representatives of the People to Parliament[9] także Three plus One (pol. „Trzy plus Jeden”)[1] – propozycja wprowadzająca jeden podstawowy okręg wyborczy – w regionie kandydata do parlamentu i trzy okręgi narodowe – w innych regionach[1][9].